# Новый Свет (Климовский район)
Новый Свет — поселок в Климовском районе Брянской области в составе Новоюрковичского сельского поселения.

## География
Находится в юго-западной части Брянской области на расстоянии приблизительно 35 км на юго-юго-запад по прямой от районного центра поселка Климово.

## История
Известен с 1920-х годов. В 1928 году учтено 43 хозяйства. В середине XX века работал одноимённый колхоз. На карте 1941 года отмечен как поселение с 47 дворами.

## Население
Численность населения: 211 человек (в основном белорусы) в 1926 году, 41 (русские 83 %) в 2002 году, 14 в 2010.